# Luigi Mansi
Luigi Mansi (Cerignola, 6 maggio 1952) è un vescovo cattolico italiano, dal 29 gennaio 2016 vescovo di Andria.

## Biografia
Nasce a Cerignola, sede vescovile in provincia di Foggia, il 6 maggio 1952.

### Formazione e ministero sacerdotale
Dopo la licenza media, frequenta gli studi nel seminario minore di Foggia, ha raggiunto la maturità classica e ha frequentato il Pontificio Seminario Regionale "Pio XI" di Molfetta. Conseguita nel 1978 la licenza in teologia presso la Pontificia Università Lateranense, nel 2012 gli è conferito il dottorato in antropologia teologica presso la Facoltà Teologica Pugliese.
Il 29 giugno 1975 è ordinato presbitero, nella basilica di San Pietro in Vaticano, da san Paolo VI per la diocesi di Cerignola-Ascoli Satriano. Nel corso del suo ministero, ricopre i seguenti incarichi:
- parroco presso la parrocchia di San Rocco in Stornara;
- assistente diocesano unitario di Azione Cattolica;
- direttore spirituale presso il Pontificio Seminario Regionale Pugliese "Pio XI" in Molfetta;
- vicario episcopale per la pastorale;
- membro del Consiglio episcopale;
- membro del Collegio dei consultori.

Inoltre, nel corso degli anni, è vice-rettore del seminario vescovile di Foggia, rettore del seminario diocesano di Cerignola-Ascoli Satriano, responsabile della pastorale vocazionale, direttore e docente presso l'Istituto superiore di Scienze religiose della Pontificia Università Lateranense, cerimoniere vescovile, parroco presso il Santuario della Beata Vergine di Ripalta, cancelliere vescovile e docente di religione cattolica presso la scuola media ed il liceo classico Nicola Zingarelli di Cerignola. Successivamente è nominato anche membro del Consiglio presbiterale e dal 2013 fino alla nomina episcopale è presidente nazionale della Federazione italiana dell'Unione apostolica del clero. Presso la cattedrale di San Pietro Apostolo a Cerignola è stato canonico del Capitolo.
Dal 23 agosto 1991 è cappellano di Sua Santità.

### Ministero episcopale
Il 29 gennaio 2016 papa Francesco lo nomina vescovo di Andria; succede a Raffaele Calabro, dimessosi per raggiunti limiti di età. Il 12 marzo successivo riceve l'ordinazione episcopale, nella cattedrale di Cerignola, dal vescovo Nunzio Galantino, co-consacranti l'arcivescovo Adriano Bernardini e il vescovo Raffaele Calabro. Il 3 aprile prende possesso della diocesi di Andria. Nell'ambito della Conferenza Episcopale Italiana è membro della Commissione episcopale per il clero e la vita consacrata.

## Pubblicazioni
- La questione antropologica dalla Gaudium et spes al Progetto Culturale della Chiesa italiana, Monopoli, 2013
- Pastori di una Chiesa in uscita. Meditazioni per ministri ordinati, Tau Editrice, 2016

## Genealogia episcopale e successione apostolica
La genealogia episcopale è:
- Cardinale Scipione Rebiba
- Cardinale Giulio Antonio Santori
- Cardinale Girolamo Bernerio, O.P.
- Arcivescovo Galeazzo Sanvitale
- Cardinale Ludovico Ludovisi
- Cardinale Luigi Caetani
- Cardinale Ulderico Carpegna
- Cardinale Paluzzo Paluzzi Altieri degli Albertoni
- Papa Benedetto XIII
- Papa Benedetto XIV
- Papa Clemente XIII
- Cardinale Enrico Benedetto Stuart
- Papa Leone XII
- Cardinale Chiarissimo Falconieri Mellini
- Cardinale Camillo Di Pietro
- Cardinale Mieczysław Halka Ledóchowski
- Cardinale Jan Maurycy Paweł Puzyna de Kosielsko
- Arcivescovo Józef Bilczewski
- Arcivescovo Bolesław Twardowski
- Arcivescovo Eugeniusz Baziak
- Papa Giovanni Paolo II
- Cardinale Carlo Maria Martini, S.I.
- Cardinale Dionigi Tettamanzi
- Cardinale Angelo Bagnasco
- Vescovo Nunzio Galantino
- Vescovo Luigi Mansi

La successione apostolica è:
- Vescovo Giovanni Massaro (2021)